# Philipp Neri Chrismann
Philipp Neri Chrismann (* 1751 in Hindelang; † 1810 in Hedingen, heute Ortsteil von Sigmaringen) war ein deutscher katholischer Fundamentaltheologe des Franziskanerordens. Er gilt als Vorläufer Heinrich Denzingers.

## Leben und Werk
Nach 1770 war Philipp Chrismann Observant im Franziskanerkloster in Füssen. 1783 wurde er Lektor für Theologie und Kirchengeschichte. Von 1799 bis 1801 war er Guardian des Augsburger Franziskanerkonvents. 1810 starb er als Guardian des Klosters Hedingen bei Sigmaringen.
Zeitgenossen schildern Philipp Chrismann als jemanden, der ein „entschieden gläubiger Theologe“ war und dem daran lag, das Dogma von einer bloßen Lehrmeinung abzugrenzen. Später wurde ihm vorgeworfen, er sei mit seiner kritischen Haltung zur lehramtlichen Autorität zu weit gegangen. Wohl deshalb kam sein Hauptwerk Regula Fidei Catholicae 1869 auf den Index.

## Schriften
- Philipp Chrismann: Regula Fidei Catholicae, Kempten 1792.